# Christus-König von Tenancingo (Mexiko)
Der Christus-König von Tenancingo befindet sich auf dem Gipfel des Hügels der drei Marias, auch bekannt als der Hügel der drei Kreuze, in der Provinz Tenancingo de Degollado im Bundesstaat Mexiko. Es steht südlich der Stadt Toluca de Lerdo, etwa zwei Stunden von Mexiko-Stadt entfernt, auf 2480 m ü. d. M.
Das Bauwerk ist insgesamt 30 Meter hoch, die Statue selber 21 Meter. Der quadratische Sockel misst neun Meter.
Von der Esplanade um das Monument herum hat man einen Panoramablick auf die Stadt, das Toluca-Tal und den aktiven Vulkan Nevado de Toluca.

## Geschichte
Jesus Hernandez Espinoza, ein ortsansässiger Priester, hatte die Idee zu dem Projekt als Antwort auf eine Anfrage, die er zum Abschluss seines Studiums am Priesterseminar stellte.
Der Architekt Hector Morett wurde mit der Verwirklichung des Projekts beauftragt.
Für den Bau der Statue war es notwendig, eine Straße anzulegen. Da man nicht über die nötigen wirtschaftlichen Mittel verfügte, begann man 1979 in Sonntagsarbeit, mit Hacke und Schaufel eine solche zu bauen. Für die Ausführung der Statue waren einerseits wiederum Hector Morett und andererseits der Bildhauer Juan Ramirez aus Toluca zuständig. Ramirez gestaltete das Gesicht und die Hände der Statue.
Am 3. Mai 1985 wurde der Grundstein gelegt und die erste Messe gefeiert.

## Aktivitäten und Tourismus
Um das Monument zu Fuß zu erreichen, muss man 1195 Stufen hinaufsteigen. Daher wird es auch als sportliche Betätigung genutzt.
Die vielen Stufen werden auch für Downhill-Wettkämpfe genutzt, an denen in- und ausländische Sportler teilnehmen.
Religiöse Feiern finden am letzten Sonntag des liturgischen Jahres (zwischen dem 20. und 26. November) nach römischem Ritus auf der Esplanade des Denkmals statt.

## Zugang
Es gibt drei Möglichkeiten, das Monument zu erreichen: Zu Fuß über die Treppe vom Aussichtspunkt am Fuß des Hügels aus oder mit dem Auto über die Straßen auf beiden Seiten des Hügels. Hinter dem Monument befindet sich ein Parkplatz.